# Канадская экологическая катастрофа 1970 года
Канадская экологическая катастрофа 1970 года, также известная, как заболевание Минамата в Онтарио — это неврологический синдром, вызванный острым отравлением ртутью. Она произошла в Канадской провинции Онтарио в 1970 году, особенно повлияв на две общины индейцев, расположенные в Северо-Западном Онтарио, вследствие потребления рыбы, заражённой ртутью, и одну общину в Южном Онтарио из-за нелегального выброса промышленных химических отходов. Болезнь была названа Минамата, так как симптомы были идентичны прежним случаям отравления ртутью, произошедшим в городе Минамата, Япония.
Источником ртути было электрохимическое производство хлора на Dryden Chemical Company (Драйден, работал с 1962 года); скорость поступления ртути в окружающую среду оценивалось в 15 килограмм ежедневно. За период с 1962 по 1970 в речную систему Инглиш-Ривер поступило более 9000 килограмм ртути (по другим данным более 100 тонн).